# Château de Nijenbeek
Le château de Nijenbeek (en néerlandais: Kasteel Nijenbeek), connu dans la région sous le nom de Haute Maison (en néerlandais: Hooge Huis), est une ruine sur les rives de la Voorsterbeek, un ancien lit de l'IJssel au nord-est de la ville néerlandaise de Voorst (province de la Gueldre).
Aujourd'hui, il se situe à environ 200 mètres de l'IJssel. C'est un grand donjon carré, d'environ vingt mètres de haut avec des dimensions de 12 par 13 mètres.
Le château a probablement été fondé au début du XIIIe siècle par le comte Gérard III de Gueldre. Le plus ancien document connu dans lequel le nom d'un seigneur du château est nommé, Dirk van Nijenbeek, date de 1266. La ruine fait partie du domaine De Poll.

## Renaud de Gueldre
Au XIVe siècle, le donjon a été étendu avec une place fortifiée et un château avant (qui a été construit en raison des inondations régulières de l'IJssel).
Après la bataille entre Renaud III de Gueldre et son frère Édouard, l'infortuné Renaud fut enfermé dans le donjon solitaire par son frère (1361). Durant son séjour dans la cellule, il est dit que Renaud était si gros qu'il ne pouvait pas passer la porte et que celle-ci n'avait plus besoin d'être fermée. Après la mort d’Édouard en août 1371, Renaud est libéré et rétabli dans ses fonctions de duc de Gueldre, mais quatre mois plus tard il meurt, à l'âge de 38 ans.
Guillaume VII de Juliers, successeur de Renaud, prêta le château en 1583 à Guillaume de Steenbergen, un parent des comtes de Gueldre. Pendant les guerres de Gueldre (1502-1543), Charles de Gueldre a acquis le château, qu'il a partiellement démoli. Il ne laissa que le donjon debout.
Un demi-siècle plus tard, De Nijbeek fut la scène de combats entre les troupes espagnoles dont le camp était à Zutphen et les unités des Provinces Unies qui voulaient protéger leur ville de Deventer. En 1586, il a finalement été conquis pour les Provinces Unies par le comte de Leicester.

## Déclin
Les descendants de Guillaume de Steenbergen ont vécu dans le château jusqu'en 1778.
Puis il est entré dans la famille Schimmelpenninck van der Oye et en 1991, est revenu à un membre de la famille Van Lynden. Initialement, le bâtiment fut reconstruit à plusieurs reprises pour devenir une tour résidentielle habitable.
Au cours des dernières semaines de la Seconde Guerre mondiale, une unité allemande y a été stationnée, que les Canadiens ont chassée avec une attaque à la grenade, causant des dommages considérables. Depuis lors, la tour est tombée en ruine. Les projets pour réaliser, au moins, le redressement nécessaire du bâtiment, n'ont pas toujours aboutis, mais en 2015, la ruine a été consolidée par ordre des dirigeants de De Poll, afin de pouvoir l'ouvrir aux visiteurs à partir de 2017. Selon les gestionnaires, cela ne sera possible que dans une mesure limitée (quatre fois par an), en raison de la présence d'espèces animales protégées,.
En 2012, les restes du Moulin Nijenbeek ont été fouillés.

## Galerie

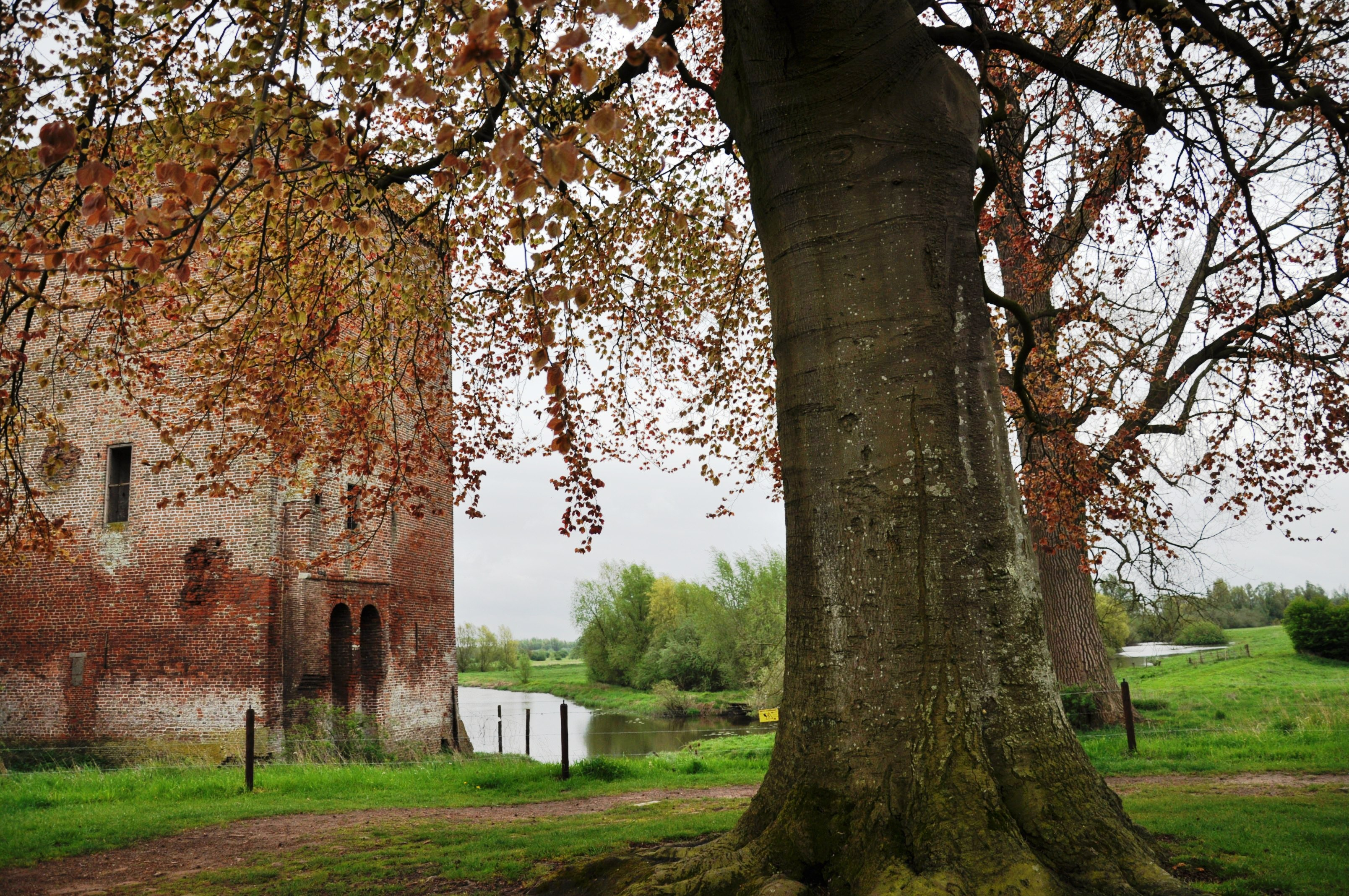
Côté sud (1)
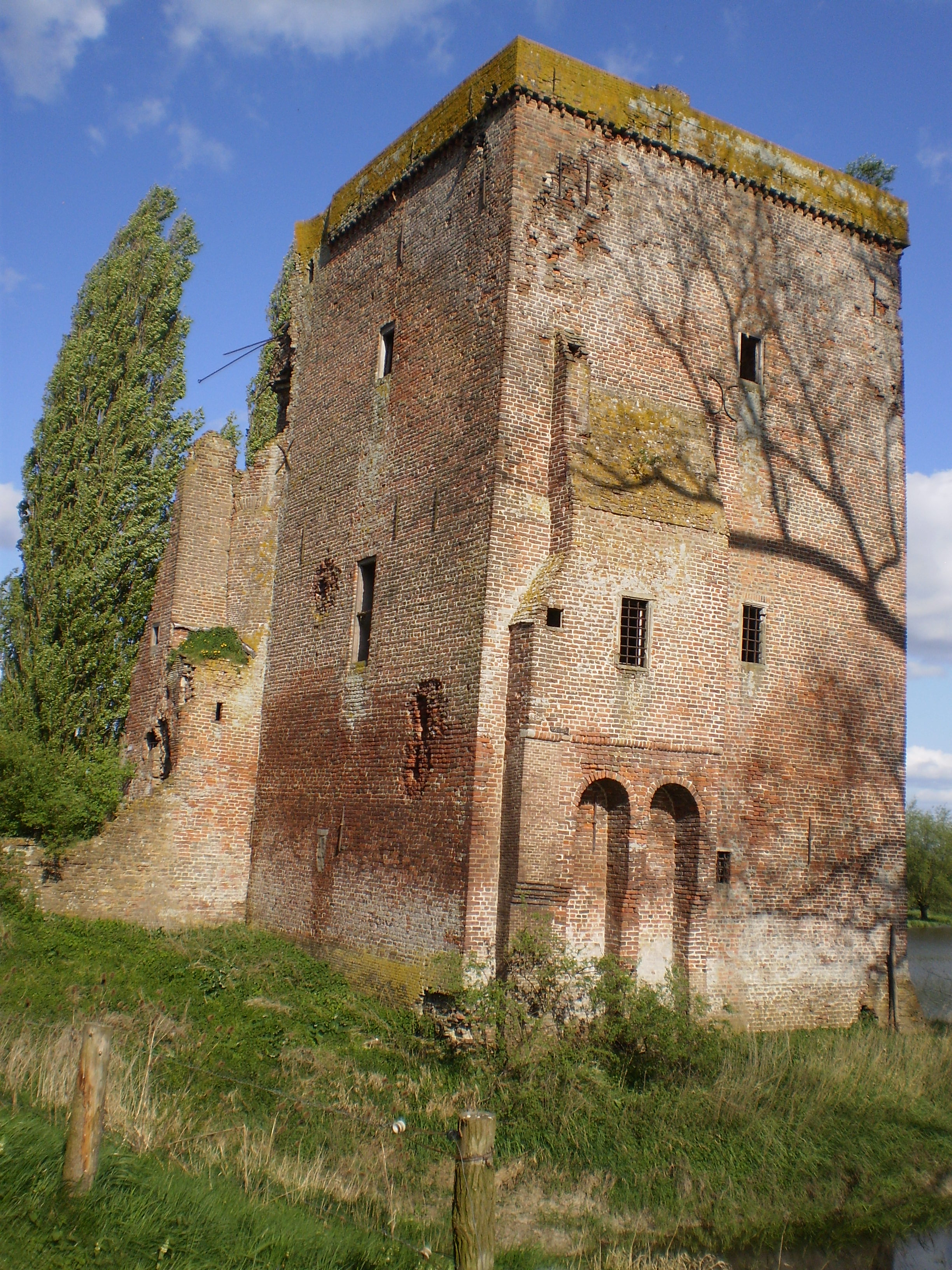
Côté sud (2)
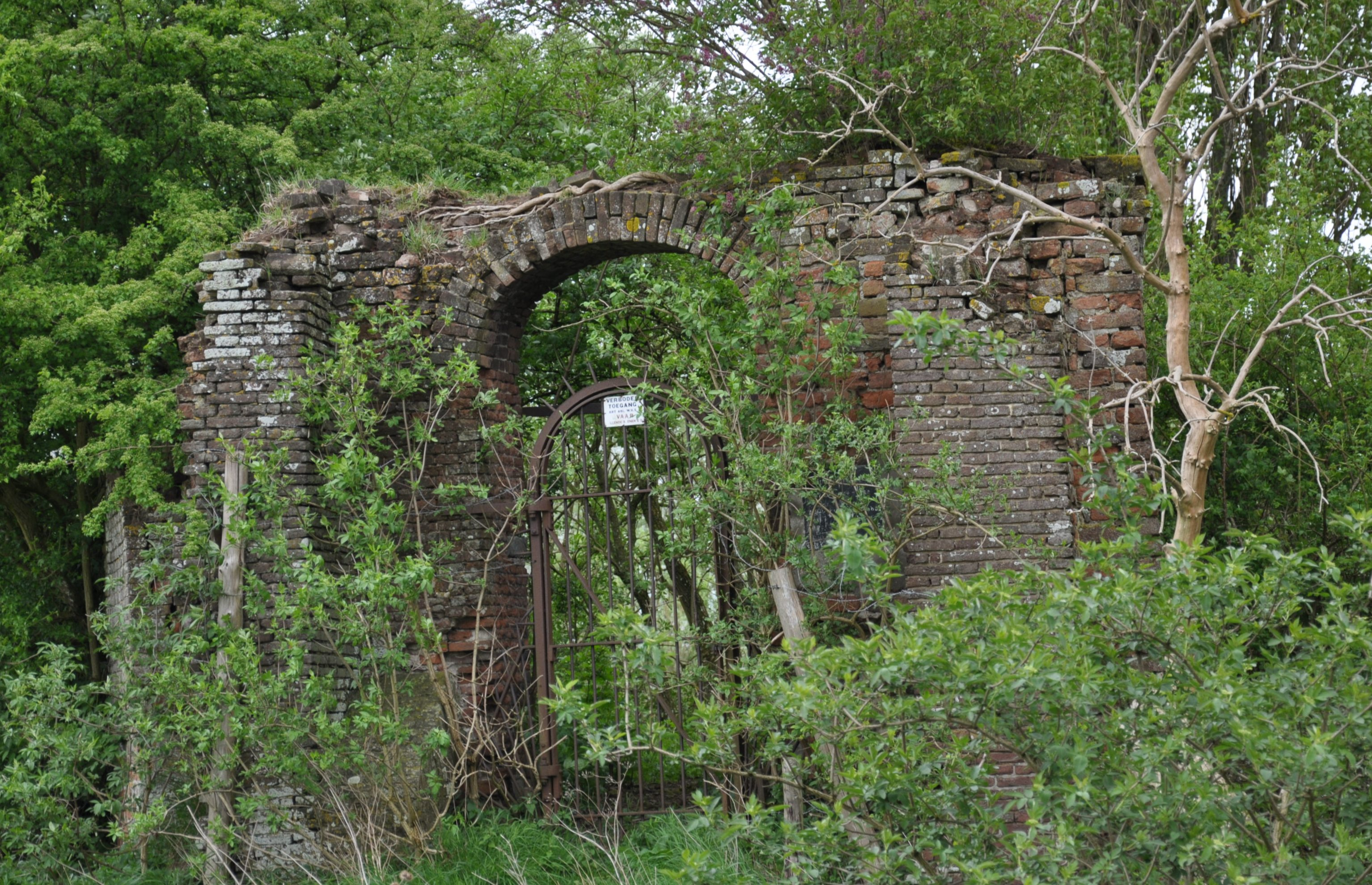
Porte d'entrée envahie
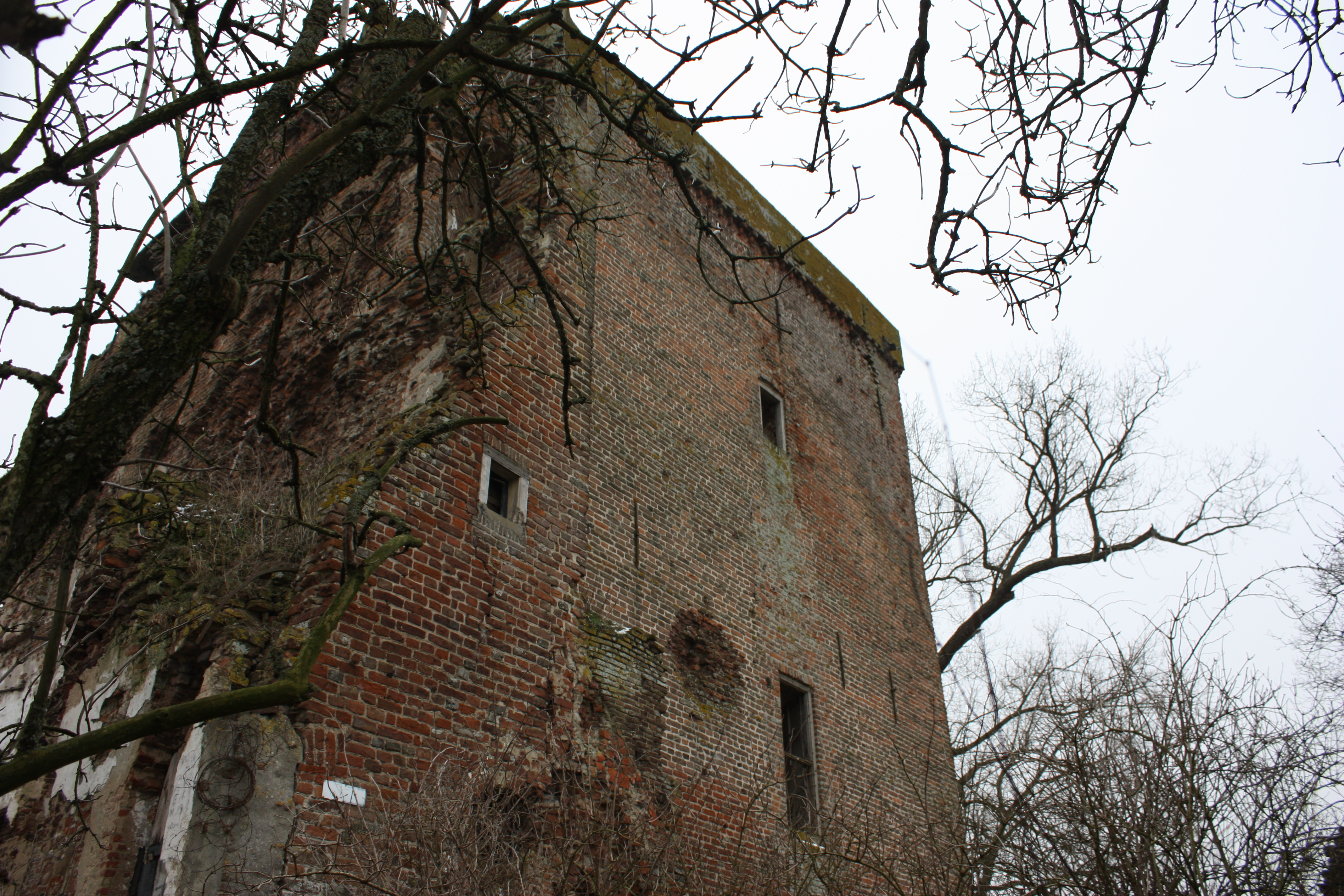
Le bâtiment de face